# Volum
|  | Per la intensitat d'un so, vegeu sonoritat. Pel concepte de termodinàmica, vegeu volum (termodinàmica). Per altres usos, vegeu volum (desambiguació). |

El volum és la porció o quantitat d'espai tridimensional tancat dins una frontera. Per exemple, el volum és l'espai o forma que una substància (sòlid, líquid, gas o plasma) ocupa o conté. El volum se sol quantificar numèricament utilitzant la unitat derivada del SI, el metre cúbic.
Les formes matemàtiques col·locades en l'espai donen lloc a volums. Els volums formats per figures simples –com ara formes regulars, circulars o d'arestes rectes– es poden calcular fàcilment fent servir fórmules matemàtiques. D'altra banda, les formes més complicades es troben mitjançant el càlcul integral si existeix una fórmula per la frontera. Les figures d'una dimensió (com la línia) i les formes de dues dimensions (com els quadrats) tenen un volum zero en l'espai tridimensional.
El volum d'un sòlid (ja sigui de forma regular o irregular) es pot determinar a partir del desplaçament de fluid. El desplaçament de líquid també es pot utilitzar per determinar el volum d'un gas. El volum combinat de dues substàncies és generalment més elevat que el volum d'una de les substàncies. De totes maneres, de vegades una substància es dissol dins l'altra, per la qual cosa el volum, en aquest cas, no és additiu.
En geometria diferencial, el volum s'expressa en termes de forma volum, i és una invariant riemanniana global important. D'altra banda, en termodinàmica, el volum és un paràmetre fonamental, i és la variable conjugada de la pressió.

## Unitats
Qualsevol unitat de longitud té la seva corresponent unitat de volum, normalment el volum del cub l'aresta del qual té la longitud donada. Per exemple, un centímetre cúbic (cm³) és el volum del cub les arestes del qual mesuren 1 cm de longitud.
En el Sistema Internacional d'Unitats (SI), la unitat estàndard de volum és el metre cúbic (m³). El sistema mètric també inclou el litre (L) com a unitat de volum; un litre és el volum d'un cub d'aresta deu centímetres (un decímetre cúbic). Per tant:
1 litre = (10 cm)³ = 1000 centímetres cúbics = 0.001 metres cúbics,
llavors
1 metre cúbic = 1.000 litres
Les quantitats petites de líquid se solen mesurar en mil·lilitres, on
1 mil·lilitre = 0,001 litres = 1 centímetre cúbic
Algunes altres unitats tradicionals de volum en altres sistemes que encara són vigents en alguns països són les següents: polzada cúbica, peu cúbic, milla cúbica, culleradeta, cullerada, unça líquida, gill, pinta, quart, galó, minim, barril, corda, peck, bushel i hogshead.

## Fórmules per calcular volums
| Cos                                                               | Fórmula del volum | Variables |
| ----------------------------------------------------------------- | --- | --- |
| Cub                                                               | {\displaystyle \ a^{3}\;} | a = longitud de qualsevol aresta |
| Cilindre                                                          | {\displaystyle \pi r^{2}h\;} | r = radi de la cara circular, h = alçada |
| Prisma                                                            | {\displaystyle B\cdot h} | B = àrea de la base, h = alçada |
| Prisma rectangular                                                | {\displaystyle l\cdot w\cdot h} | l = longitud, w = amplada, h = alçada |
| Esfera                                                            | {\displaystyle {\frac {4}{3}}\pi r^{3}} | r = radi de l'esfera que és la integral de l'àrea superficial de l'esfera |
| El·lipsoide                                                       | {\displaystyle {\frac {4}{3}}\pi abc} | a, b, c = semieixos de l'el·lipsoide |
| Piràmide                                                          | {\displaystyle {\frac {1}{3}}Bh} | B = àrea de la base, h = alçada de la piràmide |
| Con                                                               | {\displaystyle {\frac {1}{3}}\pi r^{2}h} | r = radi del cercle de la base, h = distància de la base al vèrtex (alçada) |
| Tetraedre                                                         | {\displaystyle {{\sqrt {2}} \over 12}a^{3}\,} | a = longitud de l'aresta |
| Paral·lelepípede                                                  | {\displaystyle abc{\sqrt {K}}} {\displaystyle {\begin{aligned}K=&1+2\cos(\alpha )\cos(\beta )\cos(\gamma )\\&-\cos ^{2}(\alpha )-\cos ^{2}(\beta )-\cos ^{2}(\gamma )\end{aligned}}} | a, b i c són les longituds de les arestes, i α, β i γ els angles interns entre elles Nota: si es tenen els vectors directors no coplanars de les tres arestes {\displaystyle ({\vec {v}}_{1},{\vec {v}}_{2},{\vec {v}}_{3})}, el volum es pot calcular a partir del producte mixt dels tres vectors: {\displaystyle V=\|\det({\vec {v}}_{1},{\vec {v}}_{2},{\vec {v}}_{3})\|}. |
| Qualsevol figura generada per arrossegament (cal càlcul integral) | {\displaystyle \int _{a}^{b}A(h)\,\mathrm {d} h} | h = qualsevol dimensió de la figura, A(h) = àrea de les seccions transversals perpendiculars a h descrites com una funció al llarg d'h. a i b són els límits d'integració per l'arrossegament volumètric. (Això funcionarà per qualsevol figura si la seva àrea transversal es pot determinar a partir d'h).                                                                   |
| Qualsevol figura generada per rotació (cal càlcul integral)       | {\displaystyle \pi \int _{a}^{b}\left({\left[R_{O}(x)\right]}^{2}-{\left[R_{I}(x)\right]}^{2}\right)\mathrm {d} x}                                                                   | {\displaystyle R_{O}} i {\displaystyle R_{I}} són les funcions que expressen els radis extern i intern de la funció, respectivament. |
| Ampolla de Klein                                                  | {\displaystyle 0\;} | No té volum (no té interior) |

### Volum dels sòlids platònics
Els sòlids platònics comprenen els cinc únics poliedres regulars. Si l'aresta del poliedre és a, el seu volum ve donat per la taula a continuació:
| Poliedre  | Volum                                             | Imatge    | Poliedre           | Volum                                                                                           | Imatge             |
| --------- | ------------------------------------------------- | --------- | ------------------ | ----------------------------------------------------------------------------------------------- | ------------------ |
| Tetraedre | {\displaystyle V={\frac {1}{12}}{\sqrt {2}}a^{3}} | Tetràedre | Dodecaedre regular | {\displaystyle V={\frac {1}{4}}(15+7{\sqrt {5}})a^{3}}                                          | Dodecàedre regular |
| Cub       | {\displaystyle V=a^{3}\,}                         | Cub       | Icosaedre          | {\displaystyle V={\frac {5}{6}}\varphi ^{2}a^{3}} on {\displaystyle \varphi } és el nombre d'or | Icosàedre          |
| Octaedre  | {\displaystyle V={\frac {1}{3}}{\sqrt {2}}a^{3}}  | Octàedre  |                    |                                                                                                 |                    |

### Proporció entre els volums d'un con, esfera i cilindre del mateix radi i alçada

Un con, esfera i cilindre de radi r i alçada h

Les fórmules anteriors es poden utilitzar per demostrar que els volums d'un con, esfera i cilindre del mateix radi i alçada segueixen la proporció 1 : 2 : 3. La demostració és la següent: sigui el radi r i l'alçada h (que per l'esfera és 2r). El volum del con és:
{\displaystyle {\tfrac {1}{3}}\pi r^{2}h={\tfrac {1}{3}}\pi r^{2}(2r)=({\tfrac {2}{3}}\pi r^{3})\times 1}
El volum de l'esfera és:
{\displaystyle {\tfrac {4}{3}}\pi r^{3}=({\tfrac {2}{3}}\pi r^{3})\times 2}
El volum del cilindre és:
{\displaystyle \pi r^{2}h=\pi r^{2}(2r)=({\tfrac {2}{3}}\pi r^{3})\times 3}
La descoberta de la proporció 2 : 3 entre els volums de l'esfera i el cilindre s'atribueix a Arquimedes.

## Càlcul del volum per integrals
Si {\displaystyle {\mathcal {D}}} és una part limitada de {\displaystyle \mathbb {R} ^{2}}, el volum del cilindre que té per generatriu la frontera de {\displaystyle {\mathcal {D}}}, delimitat pel pla {\displaystyle z=0} i la superfície d'equació {\displaystyle z=f(x,y)} –amb {\displaystyle f} positiva i contínua sobre {\displaystyle {\mathcal {D}}}– és:
{\displaystyle V=\iint _{\mathcal {D}}f(x,y)\,\mathrm {d} x\,\mathrm {d} y}
En el cas que el domini {\displaystyle {\mathcal {D}}} està definit per les condicions simples {\displaystyle x_{1}<x<x_{2}}, {\displaystyle y_{1}(x)<y(x)<y_{2}(x)}, el càlcul es redueix a:
{\displaystyle V=\int _{x_{1}}^{x_{2}}\!\int _{y_{1}(x)}^{y_{2}(x)}f(x,y)\,\mathrm {d} y\,\mathrm {d} x}
Si {\displaystyle {\mathcal {A}}} és una part limitada de {\displaystyle \mathbb {R} ^{3}} i la funció constant 1 és integrable sobre {\displaystyle {\mathcal {A}}}, el volum de {\displaystyle {\mathcal {A}}} és llavors:
{\displaystyle V=\iiint _{\mathcal {A}}\mathrm {d} x\,\mathrm {d} y\,\mathrm {d} z}
En el cas que el domini {\displaystyle {\mathcal {A}}} està definit per les condicions simples {\displaystyle x_{1}(z,y)<x(z,y)<x_{2}(z,y)}, {\displaystyle y_{1}(z)<y(z)<y_{2}(z)} i {\displaystyle z_{1}<z<z_{2}}, aquest càlcul queda reduït a:
{\displaystyle V=\int _{z_{1}}^{z_{2}}\!\int _{y_{1}(z)}^{y_{2}(z)}\!\int _{x_{1}(z,y)}^{x_{2}(z,y)}\mathrm {d} x\,\mathrm {d} y\,\mathrm {d} z}
Per la linealitat de la integració, un domini difícil de definit es pot partir en diversos subdominis expressables per condicions simples.

### Coordenades no cartesianes
Si el domini {\displaystyle {\mathcal {A}}} s'expressa millor en coordenades cilíndriques per les condicions simples {\displaystyle {\mathcal {A}}'}, el càlcul queda:
{\displaystyle V=\iiint _{{\mathcal {A}}'}r\,\mathrm {d} r\,\mathrm {d} \theta \,dz} on {\displaystyle {\mathcal {A}}'} és una part limitada de {\displaystyle \mathbb {R} _{+}\times [0,2\pi ]\times \mathbb {R} }
Si el domini {\displaystyle {\mathcal {A}}} s'expressa millor en coordenades esfèriques per les condicions simples {\displaystyle {\mathcal {A}}''}, el càlcul queda:
{\displaystyle V=\iiint _{{\mathcal {A}}''}r^{2}\sin(\phi )\,\mathrm {d} r\,\mathrm {d} \theta \,\mathrm {d} \phi } on {\displaystyle {\mathcal {A}}''} és una part limitada de {\displaystyle \mathbb {R} _{+}\times [0,2\pi ]\times [0,\pi ]}

### Sòlid de rotació
En el cas que el domini {\displaystyle {\mathcal {A}}} és un sòlid de revolució la frontera del qual està engendrada per la rotació d'una corba d'equació {\displaystyle y=f(x)} al voltant de l'eix {\displaystyle (Ox)}, el càlcul del volum es redueix a una integral simple
{\displaystyle V=\pi \int _{x_{1}}^{x_{2}}f^{2}(x)\,\mathrm {d} x}

### Teorema de la divergència
El teorema de la divergència permet reduir el càlcul del volum a una integral de superfície:
{\displaystyle V=\iiint _{A}\mathrm {d} V={\frac {1}{3}}\iint _{\partial {\mathcal {A}}}(x,y,z){\vec {n}}\,\mathrm {d} S}
On {\displaystyle \partial {\mathcal {A}}} és la frontera de {\displaystyle {\mathcal {A}}} i {\displaystyle {\vec {n}}} el vector unitari normal a {\displaystyle \mathrm {d} S} dirigit cap a l'exterior de {\displaystyle {\mathcal {A}}}.

## Càlcul pelTeorema de Guldin
El teorema de Guldin consta de dos enunciats de geometria euclidiana establerts pel matemàtic suís Paul Guldin (al voltant de l'any 1600). És probable que aquests enunciats fossin coneguts per Pappos d'Alexandria (al voltant de l'any 300), suposició que ha dut a la denominació de teorema de Pappos-Guldin.
El teorema determina, en determinades condicions:
- l'àrea de la superfície engendrada per la rotació d'un segment de corba plana
- el volum engendrat per la rotació d'una superfície plana

Una altra aplicació del teorema és el càlcul de la posició del centre de gravetat d'una línia plana o d'una superfície.

## Unitats tradicionals

### Catalanes
- porró
- 1 porró = 2 xaus[13]
- 1 porró = 4 quartins o petricons[14]
- 1 porró = 8 xicres[14]
- 1 petricó = 1/4 de porró = 250ml[14]
- 1 xicra = 1/2 petricó = 125ml[14]
- càntir